# Interview with the Vampire (Fernsehserie)
Interview with the Vampire ist eine amerikanische Horror-Fernsehserie von Rolin Jones aus dem Jahr 2022. 
Die ersten beiden Staffeln basieren auf dem im Original gleichnamigen Roman von Anne Rice aus dem Jahr 1976, welcher bereits 1994 als gleichnamiger Film adaptiert wurde. Die Geschichte handelt davon, dass ein Vampir einem Reporter sein Leben erzählt ausgehend von seiner Verwandlung. Die beiden Vampire Louis und Lestat werden von Jacob Anderson und Sam Reid gespielt. Die Serie macht diese Figuren und ihre Beziehung explizit homosexuell, wie es von Rice intendiert, aber im Roman und dem Film nur im Subtext angedeutet war. 
Die dritte Staffel, die 2026 erscheint, erhält den Titel The Vampire Lestat nach dem Nachfolgeroman, den sie behandelt.
Zu dem Serien-Franchise um Rices Werke gehört auch Mayfair Witches.

## Handlung

### Staffeln 1 und 2: Interview with the Vampire

#### Rahmenhandlung
Die jeweils in der Gegenwart spielende Rahmenhandlung ist für die Serie in das Jahr 2022 versetzt. Der ältere berühmte Journalist Daniel Molloy erhält ein Paket mit Kassetten, auf denen er 49 Jahre zuvor Anm ein Interview mit dem Vampir Louis de Pointe du Lac aufgenommen hatte, das dadurch unterbrochen war, dass Louis ihn angegriffen hatte. Dieser bietet ihm nun einen erneuten Versuch des Interviews an, in dem er diesmal nichts verschweigen werde. Daniel, dem beim ersten Mal einiges widersprüchlich erschien, werde dafür alles überprüfen. Im Vergleich entlarvt er Louis’ Darstellungen 1973 als Lügen. Dieser gibt zu, dass das damalige Interview eine Performance war, die Wahrheit sei sein aktueller Bericht. Dabei kommen auch erst durch das Erzählen Erinnerungen und die richtige Version in Louis wieder hoch.
Sie führen das Interview in Louis’ Penthouse in Dubai, das dem Vampir die Sonne fernhält. Anwesend ist ebenfalls Louis’ Assistent Rashid, der erst später als Louis’ Liebe Armand enthüllt wird. Auch lesen sie die Tagebücher von Louis’ Vampirschwester Claudia, aus denen aber Seiten fehlen, sodass bald die schriftliche Bestätigung für die mündlichen Beschreibungen der Erinnerungen ausgehen. Als Armand einmal nicht da ist, erkennen Louis und Daniel in einer gemeinsamen Rekonstruktion des Interviewtages von 1973, dass Armand beider Erinnerungen daran, was damals zwischen ihnen dreien passiert war, manipuliert hat. Außerhalb des Apartments trifft Daniel auf Raglan James, einen Agenten der Geheimorganisation Talamasca, die die Vampire und andere übernatürliche Wesen überwacht und ihm zusätzliche Informationen verschafft.
Nach Ende des Interviews legt Daniel Armands letzten großen Verrat offen, auf dessen falscher Version die Fortführung ihrer Beziehung seit 70 Jahren fußt. Louis bricht mit Armand endgültig und lässt ihn und Daniel allein zurück. Er reist nach New Orleans und trifft dort Lestat, der sich auf eine Musiktournee vorbereitet; dann wieder nach Dubai, um in seinem Penthouse alle Vampire zu erwarten, die ihn töten wollen. Daniel, von Armand zum Vampir gemacht, hat mittlerweile das Interview als Buch veröffentlicht.

#### Binnenhandlung

##### Staffel 1
Die von Louis erzählte Binnenhandlung, die im Roman 1791 spielt, als er ein Besitzer von Sklavenplantagen war, findet in der Serie ab 1910 in New Orleans statt, wo Louis (dank der Besetzung durch Jacob Anderson ein Schwarzer) Bordelle im Rotlichtviertel Storyville betreibt. 
Als er dem Franzosen Lestat Lioncourt begegnet, der ihn mit übernatürlichen Fähigkeiten anzieht und fasziniert, gibt Louis sich ihm hin und wird von ihm zu einem Vampir gemacht. Auch verwandelt Lestat das Mädchen Claudia, nachdem Louis sie aus einem brennenden Haus gerettet hat. Während Louis mit dem Verlangen nach Blut kämpft, weil er niemanden töten will, leidet Claudia nach einigen Jahren, in denen sie nur geistig weiter reifte, darunter, eine Erwachsene im Körper eines Kindes zu sein. Sie leben zu dritt als Familie, wobei Louis und Claudia eine Vater-Tochter-Bindung entwickeln, Lestat sie aber hauptsächlich hinnimmt und benutzt, um Louis glücklich zu machen. Allerdings wird Lestats dominierendes Verhalten und kontrollierende Beziehung zu Louis toxischer und schließlich gewalttätig, sodass Louis und Claudia versuchen, von ihm loszukommen, und ihn am Ende sogar anscheinend erfolgreich töten.

##### Staffel 2
Auf der Suche nach Vampiren der alten Welt schlagen Louis und Claudia sich während des Zweiten Weltkriegs durch Russland und Osteuropa durch. Nach einem Aufenthalt in Rumänien, wo sie von der Befreiung Frankreichs hören, gehen sie nach Paris, der „Mutter von New Orleans“. Sie lernen dort Armand kennen, Führer des lokalen Covens und künstlerischer Leiter des „Theatre des Vampires“, in dem die Vampire sich vor aller Augen verstecken, indem sie zugleich Vampir spielen und tatsächliche Morde an ihren Opfern als Teil der Vorstellungen inszenieren. Lestat war ebenfalls ein Gründer des Theaters und Geliebter Armands gewesen, wie es nun Louis wird. Claudia währenddessen wird in der Gruppe aufgenommen und freundet sich mit der Schneiderin Madeleine an, die Louis für sie zur Vampirin macht. Sie werden aber vom meuternden Coven der Verletzung der Vampirgesetze in einem Schauprozess vor Publikum angeklagt, unter anderem wegen der Verwandlungen Claudias und Madeleines und des Mordes an Lestat, wobei Lestat selbst als Kronzeuge fungiert. Schuldig gesprochen werden Claudia und Madeleine durch Verbrennung in Sonnenlicht hingerichtet und Louis zur Verbannung in eine Kiste gesperrt. Von Armand befreit, setzt Louis das Theater in Brand und tötet den Coven. Lestat tötet er nur symbolisch, indem er sich vor dessen Augen endgültig für Armand entscheidet.

## Episodenliste

### Übersicht
| St. | Titel                      | Ep. | Veröffentlichung        | Veröffentlichung       |
| St. | Titel                      | Ep. | USA                     | GER                    |
| --- | -------------------------- | --- | ----------------------- | ---------------------- |
| 1   | Interview with the Vampire | 7   | 2. Okt. – 6. Nov. 2022  | 6. – 27. Januar 2023   |
| 2   | Interview with the Vampire | 8   | 12. Mai – 30. Juni 2024 | 13. Mai – 1. Juli 2024 |
| 3   | The Vampire Lestat         |     |                         |                        |

### Staffel 1
| Nr. (ges.) | Nr. (St.) | Deutscher Titel                                          | Originaltitel                                              | Erstausstrahlung USA | Deutschsprachige Erstausstrahlung (D) | Regie            | Drehbuch                         |
| ---------- | --------- | -------------------------------------------------------- | ---------------------------------------------------------- | -------------------- | ------------------------------------- | ---------------- | -------------------------------- |
| 1          | 1         | In wachsenden Wehen …                                    | In Throes Of Increasing Wonder …                           | 2. Okt. 2022         | 6. Jan. 2023                          | Alan Taylor      | Rolin Jones                      |
| 2          | 2         | … nach den Phantomen deines einstigen Ichs               | … After The Phantoms Of Your Former Self                   | 2. Okt. 2022         | 6. Jan. 2023                          | Alan Taylor      | Jonathan Ceniceroz & Dave Harris |
| 3          | 3         | Ist meine Natur die eines Teufels                        | Is My Very Nature That Of A Devil                          | 9. Okt. 2022         | 13. Jan. 2023                         | Keith Powell     | Rolin Jones & Hannah Moscovitch  |
| 4          | 4         | … das grausame Verlangen nach Blut, was ein Kind fordert | The Ruthless Pursuit Of Blood With All A Child’s Demanding | 16. Okt. 2022        | 13. Jan. 2023                         | Keith Powell     | Eleanor Burgess                  |
| 5          | 5         | Der grausame Hunger auf ein schlagendes Herz             | A Vile Hunger For Your Hammering Heart                     | 23. Okt. 2022        | 20. Jan. 2023                         | Levan Akin       | Hannah Moscovitch                |
| 6          | 6         | Als wären Engel von Gott in die Hölle geschickt worden   | Like Angels Put In Hell By God                             | 30. Okt. 2022        | 20. Jan. 2023                         | Levan Akin       | Coline Albert                    |
| 7          | 7         | Das Ding lag still                                       | The Thing Lay Still                                        | 6. Nov. 2022         | 27. Jan. 2023                         | Alexis Ostrander | Rolin Jones & Ben Philippe       |

### Staffel 2
| Nr. (ges.) | Nr. (St.) | Deutscher Titel                                                           | Originaltitel                                                   | Erstausstrahlung USA | Deutschsprachige Erstausstrahlung (D) | Regie        | Drehbuch                               |
| ---------- | --------- | ------------------------------------------------------------------------- | --------------------------------------------------------------- | -------------------- | ------------------------------------- | ------------ | -------------------------------------- |
| 8          | 1         | Denn was kann ein Verdammter einem anderen Verdammten noch erzählen?      | What Can the Damned Really Say to the Damned                    | 12. Mai 2024         | 13. Mai 2024                          | Craig Zisk   | Hannah Moscovitch                      |
| 9          | 2         | Weißt Du, was es bedeutet, wenn Du vom Tod geliebt wirst?                 | Do You Know What It Means to Be Loved by Death                  | 19. Mai 2024         | 20. Mai 2024                          | Levan Akin   | Jonathan Ceniceroz & Shane Munson      |
| 10         | 3         | Kein Schmerz                                                              | No Pain                                                         | 26. Mai 2024         | 27. Mai 2024                          | Levan Akin   | Heather Bellson                        |
| 11         | 4         | Ich will dich mehr als alles andere auf der Welt                          | I Want You More Than Anything in the World                      | 2. Juni 2024         | 3. Juni 2024                          | Levan Akin   | Coline Abert & A. Zell Williams        |
| 12         | 5         | Hab keine Angst, nimm jetzt auf                                           | Don’t Be Afraid, Just Start the Tape                            | 9. Juni 2024         | 10. Juni 2024                         | Levan Akin   | Jonathan Ceniceroz & Hannah Moscovitch |
| 13         | 6         | Wie das Licht Gottes, bei welchem er die Welt schuf, bevor es Licht wurde | Like the Light by Which God Made the World Before He Made Light | 16. Juni 2024        | 17. Juni 2024                         | Emma Freeman | Hannah Moscovitch & Shane Munson       |
| 14         | 7         | Ich konnte es nicht verhindern                                            | I Could Not Prevent It                                          | 23. Juni 2024        | 24. Juni 2024                         | Emma Freeman | Kevin Hanna & Rolin Jones              |
| 15         | 8         | Und hier endet es. Es gibt nichts mehr.                                   | And That's The End of It. There's Nothing Else                  | 30. Juni 2024        | 1. Juli 2024                          | Levan Akin   | Rolin Jones                            |

## Besetzung und Synchronisation
Die deutschsprachige Synchronisation entstand in der ersten Staffel unter der Dialogregie von Jakob Balogh, der auch mit Alexandra Vyhnalek und Mareen Bruns die Dialogbücher schrieb. In der zweiten Staffel übernahm die Dialogregie Frank Lenart und die Dialogbücher Tanja Paidar.

### Hauptrollen
| Rolle                  | Darsteller      | St. | Synchronsprecher       |
| ---------------------- | --------------- | --- | ---------------------- |
| Daniel Molloy 1        | Eric Bogosian   | 1–  | Walter von Hauff       |
| Lestat de Lioncourt    | Sam Reid        | 1–  | Oliver Scheffel        |
| Louis de Pointe du Lac | Jacob Anderson  | 1–  | Felix Mayer            |
| Rashid/Armand          | Assad Zaman     | 1–  | Lenny Peteanu          |
| Claudia                | Bailey Bass     | 1   | Kerstin Julia Dietrich |
| Claudia                | Delainey Hayles | 2   | Kerstin Julia Dietrich |
| Santiago               | Ben Daniels     | 2   | Matthias Klie          |

### Nebenrollen
| Rolle                     | Beschreibung                                   | Darsteller           | Synchronsprecher    | Episoden              |
| ------------------------- | ---------------------------------------------- | -------------------- | ------------------- | --------------------- |
| Florence de Pointe du Lac | Louis’ Mutter                                  | Rae Dawn Chong       | Sandra Schwittau    | 1.01–1.04             |
| Grace de Pointe du Lac    | Louis’ Schwester                               | Kalyne Coleman       | Friederike Sipp     | 1.01–1.05             |
| Levi Freniere             | Graces Ehemann                                 | Christian Robinson   | Alexander Wohnhaas  | 1.01–1.05             |
| Alderman Fenwick          | Geschäftsmann                                  | John DiMaggio        | Gudo Hoegel         | 1.01–1.03             |
| Thomas Anderson           | Bordellbesitzer                                | Chris Stack          | Manou Lubowski      | 1.01–1.03, 1.05, 1.07 |
| Finn O’Shea               | Louis’ Handlanger                              | Jeff Pope            | Stefan Günther      | 1.01–1.03             |
| Bricktop Williams         | Prostituierte in Louis’ Bordell                | Dana Gourrier        | Stefanie Dischinger | 1.01–1.03             |
| Peg Leg Doris             | Prostituierte in Louis’ Bordell                | Rachel Alana Handler | Jana Dietz          | 1.01–1.03             |
| Antoinette Brown          | Sängerin, Lestats Geliebte                     | Maura Grace Athari   | Angelina Markiefka  | 1.03, 1.06–1.07       |
| echter Rashid             | Louis’ Diener                                  | Bally Gill           | Xiduo Zhao          | 2.01–2.03, 2.05–2.08  |
| Madeleine Epavier         | Schneiderin in Paris                           | Roxane Duran         |                     | 2.02, 2.04, 2.06–2.07 |
| Pierre Roget              | Lestats Anwalt und Vermögensverwalter in Parts | Ed Birch             | René Oltmanns       | 2.02, 2.06            |
| Celeste                   | Schauspieler und Arbeiter des Theaters/Covens  | Suzanne Andrade      |                     | 2.02–2.04, 2.06–2.08  |
| Estelle                   | Schauspieler und Arbeiter des Theaters/Covens  | Esme Appleton        | Shandra Schadt      | 2.02–2.04, 2.06–2.08  |
| Gustave                   | Schauspieler und Arbeiter des Theaters/Covens  | Jake Cecil           |                     | 2.02–2.04, 2.06–2.08  |
| Sam                       | Schauspieler und Arbeiter des Theaters/Covens  | Christopher Geary    |                     | 2.02–2.04, 2.06–2.08  |
| Guan Feng                 | Schauspieler und Arbeiter des Theaters/Covens  | Khetphet Phagnasay   | Christian Giegerich | 2.02–2.04, 2.06–2.08  |
| Raglan James              | Mitglied der Geheimorganisation Talamasca      | Justin Kirk          |                     | 2.03, 2.06            |

## Produktion

### Franchiserechte und Serienbestellung
Der einzelne Roman Gespräch mit einem Vampir war das erste Mal 1994 als der Film Interview mit einem Vampir adaptiert worden. 2014 erwarben Universal Pictures und Imagine Entertainment die Rechte an der Chronik der Vampire, der gesamten 13-teiligen Romanreihe von Anne Rice zur Umsetzung als Filmreihe. 2016 gingen die Rechte aber wieder an Rice zurück, die nun plante, die Reihe als Fernsehserie umzusetzen. Nachdem sie und ihr Sohn Christopher Rice das Drehbuch für eine Pilotepisode erstellt hatten, wurde 2017 die Option zur Produktion von den Studios Paramount Television und Anonymous Content erworben und 2018 die zur Entwicklung der Serie von dem Streamingdienst Hulu, welcher aber 2019 wieder aus dem Projekt ausstieg, worauf Rice auch die dreiteilige Romanreihe Die Mayfair-Hexen zu dem Paket an Rechten, die sie zu verkaufen suchte, hinzufügte.
AMC Networks erwarb die Rechte 2020 zur Entwicklung von Filmen und Fernsehserien der Reihe für den eigenen Fernsehsender. Durch diesen erfolgte im Juni 2021 die Serienbestellung einer achtteiligen Staffel.

### Stab und Musik
Das Franchise aus der Chronik der Vampire und den Mayfair-Hexen wird von Mark Johnson, der dies auch für das Breaking-Bad als Executive Producer geleitet. Mit der Serienbestellung wurde Rolin Jones, bekannt für Perry Mason, als Serienschöpfer, Showrunner und Drehbuchautor engagiert. Anne und Christopher Rice wurden Executive Producers ohne Beteiligung am Drehbuch. Die Regie führte bei den ersten Folgen Alan Taylor.
Daniel Hart, mit dem Rolin Jones bereits als Executive Producer für The Exorcist zusammengearbeitet hatte, komponierte die Filmmusik und beteiligte sich an dieser als Geiger, worin er ausgebildet ist. Für den Soundtrack schrieb er einen Song namens Come to Me, der von Sam Reid als Lestat gesungen wird. Gemäß der Änderungen des Settings enthält der Soundtrack Musik, die die Periode der 1910er in New Orleans widerspiegeln soll, als auch afroamerikanische Einflüsse.

### Besetzung und Veränderungen der Figuren
In den führenden Hauptrollen der beiden Vampire wurden im August 2021 Sam Reid, der zuvor in Lambs of God gespielt hatte, als Lestat und Jacob Anderson, bekannt aus Game of Thrones als Louis besetzt. Die Figur Louis, die im Roman ein weißer Plantagen- und damit Sklavenbesitzer in New Orleans ist, wurde durch die Besetzung von Anderson ein Schwarzer afrokaribischer Herkunft. Rolin Jones erläuterte diese Änderung aus zwei Gründen: zum einen passe es zur Demographie von New Orleans; zum anderen habe er als Weißer persönlich nicht gewusst, wie er die Geschichte eines Plantagenbesitzers schreiben könne, die niemand hören wolle. Daher wurde auch die Handlungsspielzeit in die nächste Periode von New Orleans, die ästhetisch Sexiness und ein Fest der Sinne aufweise, versetzt: die Zeit des Vergnügungsviertels Storyville.
Das Vampirmädchen Claudia wurde in der ersten Staffel von Bailey Bass, die im selben Jahr in Avatar: The Way of Water zu sehen war, verkörpert; diese musste aber für die zweite Staffel durch Delainey Hayles ersetzt werden. Die Figur ist im Roman 5 Jahre alt und wurde im Film von Kirsten Dunst im Alter von 11 Jahren gespielt; dadurch dass sie in der Serie als 14-Jährige von der 18-jährigen Bass gespielt wurde, war ihr Einsatz nicht von Kinderarbeitsgesetzen eingeschränkt.
In Rollen weiterer Vampire wurden in der zweiten Staffel Ben Daniels, der davor die zweite Staffel von Foundation abgeschlossen hatte, als Santiago besetzt, der im Film von Stephen Rea gespielt worden war; und für die dritte Staffel Jennifer Ehle als Lestats Mutter sowie Damien Atkins und Christopher Heyerdahl als Magnus und Marius, die Lestat und Armand respektive in Vampire verwandelt hatten.

### Produktionsdesign und Dreharbeiten
Die erste Staffel der Serie spielt in New Orleans, wo sowohl Anne Rice als auch Produktionsdesignerin Mara LePere-Schloop lebten. Zwar wurde auch in der Stadt gedreht; da die Gebäude von Storyville aber nicht mehr existieren, musste das Viertel als Produktionsset nachgebaut werden. Um dies authentisch zu erreichen, konsultierte sie Lokalhistoriker wie Richard Campanella. Auf dem Backlot der Ranch Studios in Chalmette wurden die Straßen Iberville und Liberty mit über 40 Hausfassaden nachgestellt, die zum Teil exakte Replikas der Bordelle anhand von Fotografien sowie anderer Teile der Nachbarschaft nachempfunden sind. Der Aufbau des Sets dauerte von Oktober 2021 bis Januar 2022; gedreht wurde dort ab Februar. Weitere Innenaufnahmen in New Orleans entstanden im Beauregard-Keyes House und dem Gallier House, historische Wohnhäuser, die heutzutage als Museen dienen und von Anne Rice besucht wurden sowie zur Beschreibung von Lestats Stadthaus benutzt wurden. Die Dreharbeiten der ersten Staffel dauerten insgesamt von Anfang Dezember 2021 bis Ende April 2022.
Die zweite Staffel, die im Paris der 1930er Jahre spielt, wurde in Prag in den Filmstudios Barrandov gedreht. Die Dreharbeiten begannen im April 2023 und zum 31. August abgeschlossen. Nachdem sie durch den Streik der SAG-AFTRA im Juli unterbrochen wurden, erhielt die Serie am Ende August eine Genehmigung, weiter drehen zu dürfen. Die Dreharbeiten in Prag wurden Anfang Oktober wieder aufgenommen.
Die Dreharbeiten für die dritte Staffel begannen im Juni 2025 in Toronto.

## Veröffentlichung und Verlängerung
Die erste Staffel wurde in den Vereinigten Staaten ab dem 2. Oktober 2022 bei dem Sender AMC ausgestrahlt und auf dem zugehörigen Streamingdienst AMC+ veröffentlicht. Bereits vor Veröffentlichung der ersten Staffel wurde die Serie um eine zweite Staffel verlängert, die die Handlung des ersten Romans abschließt. Der Veröffentlichungsbeginn der zweiten Staffel ist für den 12. Mai 2024 angekündigt. Ende Juni 2024 vor dem Finale der zweiten Staffel wurde die Serie um eine dritte Staffel verlängert, die die Nachfolgeromane Der Fürst der Finsternis und Die Königin der Verdammten adaptieren wird, zu denen bereits 2002 der Film Königin der Verdammten entstanden war. Diese wurde im Juli 2025 nach dem zweiten Roman zu The Vampire Lestat umbenannt.
In Deutschland lief die erste Staffel ab dem 6. Januar 2023 bei Sky Atlantic. Mit der zweiten Staffel wechselte die Serie zu MagentaTV, wo sie seit dem 13. Mai 2024 im Anschluss an die amerikanische Veröffentlichung erscheint.
Ein Franchise-Crossover mit Mayfair Witches ist in Planung. Nachdem bereits in Mayfair Witches und Interview with the Vampire als Figuren Agenten der Talamasca, eines Geheimorden in Anne Rices fiktiver Welt, auftauchten, wurde im Juni 2024 eine Spinoff-Serie The Talamasca in Auftrag gegeben.

## Rezeption

### Rezensionen
In der Rezeption wird die Serie mit der Romanvorlage und dem Originalfilm verglichen und die vorgenommenen Änderungen bewertet. Laut Caroline Framke von der Variety gelinge ihr, gleichzeitig die Vorlage zu ehren und ihr treu zu sein als auch sie weiterzuentwickeln für ein neues Medium. Durch die Änderungen, die mit der Besetzung kommen, sei sie bereichert um neue Erzählmöglichkeiten und Bedeutungsebenen. Für Judy Berman der Time sei die Serie, die die Fehler des Films vermeide, das beste Fantasy-Franchise-Reboot, „weil sie eine vertraute Welt fesselnd umdeutet, die Chance ergreift, eine unterlegene Adaption zu verbessern, und dabei einen Sinn für Spaß aufweist.“ Kristen Lopez für IndieWire befindet, die Serie übertreffe den Film und sei eine der besten Modernisierungen eines Buchs zu Film oder Serie.
Daniel Fienberg für den Hollywood Reporter schreibt, dass sie „zentrale Beziehung der Vorlage verfestigt, einige der humorvolleren Aspekte verfeinert und bei anderen gänzlich in die Übertreibung eintaucht.“ Sie müsse sich bald für einen Ton entscheiden und dafür, wie sehr sie sich der Vorlage verpflichten oder sie aufgeben will.

### Zuschauerzahlen
| Ep. | Zuschauer (Mio.) | 18–49 J. (%) |
| --- | ---------------- | ------------ |
| 1   | 0,622            | 0,15         |
| 2   | 0,525            | 0,09         |
| 3   | 0,445            | 0,09         |
| 4   | 0,469            | 0,10         |
| 5   | 0,465            | 0,07         |
| 6   | 0,473            | 0,10         |
| 7   | 0,433            | 0,09         |

| Ep. | Zuschauer (Mio.) | 18–49 J. (%) |
| --- | ---------------- | ------------ |
| 1   | 0,282            | 0,04         |
| 2   | 0,264            | 0,07         |
| 3   | 0,194            | 0,04         |
| 4   | 0,185            | 0,03         |
| 5   | 0,248            | 0,04         |
| 6   |                  |              |
| 7   |                  |              |
| 8   | 0,291            | 0,05         |

### Auszeichnungen und Nominierungen (Auswahl)

#### Staffel 1
- American Society of Cinematographers Awards 2023: Beste Leistung an der Kamera für eine Serienepisode, für Jesse M. Feldman – Nominierung

- Astra TV Awards 2023: Beste Kabel-Dramaserie – Nominierung

- Black Reel Awards 2023: Bester Hauptdarsteller einer Dramaserie – Nominierung für Jacob Anderson

- Critics’ Choice Super Awards 2023:
  - Beste Horrorserie – Nominierung
  - Bester Schauspieler einer Horrorserie – Nominierungen für Sam Reid und Jacob Anderson

- Dorian Awards 2023:
  - Beste Dramaserie – Nominierung
  - Beste LGBT-Serie – Nominierung

- GLAAD Media Award 2023: Beste neue Serie – Nominierung

- Gotham Awards 2023: 
  - Beste Serie Langform – Nominierung
  - Bestes Schauspiel einer neuen Serie – Nominierung für Jacob Anderson

- International Film Music Critics Association Awards 2023: Bester Original Score für Fernsehen – Nominierung für Daniel Hart

- Saturn Awards 2023: Beste Horror-Fernsehserie – Nominierung

- TCA Awards 2023:
  - Beste neue Serie – Nominierung
  - Beste Drama-Serie – Nominierung

#### Staffel 2
- Dorian Awards 2024:
  - Beste Dramaserie – Auszeichnung
  - Beste LGBT-Serie – Auszeichnung
  - Beste Genre-Fernsehserie – Auszeichnung
  - Beste Drama-Performance – Nominierung für Jacob Anderson

- Astra TV Awards 2025:
  - Bester Hauptdarsteller einer Drama-Serie – Nominierung für Jacob Anderson
  - Bester Nebendarsteller einer Drama-Serie – Nominierung für Sam Reid
  - Bestes Schauspielensemble einer Kabel-Dramaserie – Nominierung

- Critics’ Choice Super Awards 2025: Beste Horrorserie oder bester -fernsehfilm – Nominierung

- Critics’ Choice Television Awards 2025:
  - Beste Dramaserie – Nominierung
  - Bester Nebendarsteller einer Dramaserie – Nominierung

- GLAAD Media Awards 2025: Beste Dramaserie – Nominierung

- Make-Up Artists and Hair Stylists Guild Awards 2025: Beste Special-Makeup-Effects – Nominierung

- Saturn Awards 2025: Beste Horror-Fernsehserie – Nominierung